# Жълтоглав трупиал
Жълтоглав трупиал (Xanthocephalus xanthocephalus) е вид птица от семейство Трупиалови, единствен представител на род Xanthocephalus.

## Разпространение
Видът е разпространен в Канада, Мексико и САЩ.